# アンムーアド
アンムーアド(Unmoored)は、スウェーデンのメロディックデスメタルバンド。

## 略歴
1993年秋に、スウェーデンスカラボリ県ショーヴデにて、クリスチャン・アルヴェスタム (Vo、G)と、リカルド・ラーション (G)、トールビヨルン・ウーリング (B)の3人で結成。その後、マーカス・エングストロム (Ds)が加入。
1994年に1stデモ『Wood Chuck Tune』をリリースする。ただし1stデモのレコーディング前にマーカス・エングストロムが脱退したために、同デモはドラムマシンを用いてレコーディングを行った。新ドラマーとして、ニクラス・ヴァーリンが加入して2ndデモ『In the Shadows of the Obscure』を1995年にリリース。1997年にリリースされた3rdデモ『More to the Story Than Meets the Eye』によって、シンガポールのインディーズレーベル、パルヴァライズド・レコードと契約。
1999年に1stアルバム『Cimmerian』をリリースし、デビューを飾る。1stアルバムのレコーディング後、ニクラス・ヴァーリンが脱退するが、正式メンバーの加入は行われず、1stアルバムのプロデューサーであったヨッケ・ペッテションがヘルプドラマーとして参加し、2000年に2ndアルバム『Kingdom of Greed』をリリース。
2ndアルバムリリース後、ドラマーとしてヘンリック・ショーンストロムが加入するも、オリジナルメンバーのリカルド・ラーソンとトールビヨルン・ウーリングが脱退する。リードギタリストとして、トーマス・ヨハンソンが加入。またパルヴァライズド・レコードとの契約が満了したため、クリスチャン・アルヴェスタムがベースを兼務して4thデモ『Promo 2001』をリリース。2002年にイタリアのコード666・レコードと契約。2003年に3rdアルバム『Indefinite Soul-Extension』をリリースした。同アルバムは、サウンドホリックのHIDDEN MANIACS SERIESの第5弾としてリリースされた。
3rdアルバムリリース後、各メンバーの別バンドなどの活動が忙しくなったことなどから目立った活動は行われていない。2005年6月にコード666・レコードを離脱するも、その後、別のレーベルとの契約を結んではいない。

## メンバー

### 現メンバー
- クリスチャン・アルヴェスタム (Christian Älvestam) - ボーカル、リズムギター、ベース
トーマス・ヨハンソンの加入までは、リズムギターに加えてリードギターを担当していた。また3rdアルバム『Indefinite Soul-Extension』ではベースも兼務したが、レコーディング時のみの担当であると記載されている。
スカー・シンメトリー、ソーラー・ドーン、エンジェル・ブレイクでも活動していた。ソリューション .45、インキャパシティ、トーチベアラー、ミザレーション、The Few Against Many、Quest of Aidanceでも活動中。
- トーマス・ヨハンソン (Tomas "Plec" Johansson) - リードギター、ベース
3rdアルバム『Indefinite Soul-Extension』ではベースも兼務したが、レコーディング時のみの担当であると記載されている。
音楽プロデューサーとしても活動している。トーチベアラーでも活動している。
- ヘンリック・ショーンストロム (Henrik Schönström) - ドラムス
ソーラー・ドーン、トーチベアラーでも活動していた。インキャパシティでも活動中。

### 旧メンバー
- リカルド・ラーション (Rickard Larsson) - リズムギター
Thoronで活動中。
- トールビヨルン・ウーリング (Torbjörn Öhrling) - ベース
Thoronで活動中。
- マーカス・エングストロム (Markus Engström) - ドラムス
Jarawynja (ソーラー・ドーンの前身)、システム・ショックでも活動していた。
- ニクラス・ヴァーリン (Niclas Wahlén) - ドラムス

### セッションメンバー
- ヨッケ・ペッテション (Jocke Pettersson) - ドラムス
2ndアルバム『Kingdom of Greed』に参加。
音楽プロデューサーとしても活動している。Cranium、ドーン、Niden Div. 187、Thy Primordialでも活動していた。Ocean Chief、Retaliation、Regurgitateでも活動中。
- ヨハン・オーストランド (Johan Astrand) - キーボード、シンセサイザー
2ndアルバム『Kingdom of Greed』、3rdアルバム『Indefinite Soul-Extension』に参加。
- マッツ・ヨハンソン (Mats Johansson) - ヴァイオリン
2ndアルバム『Kingdom of Greed』、3rdアルバム『Indefinite Soul-Extension』に参加。

## ディスコグラフィー

### アルバム
- 1999年 Cimmerian
- 2000年 Kingdoms of Greed
当初のディスクジャケットは、理由は不明であるが、ペスティレンスの1994年リリースのベスト・アルバム『Mind Reflections』と同じ絵(ただし左右反転している)が用いられていた。そのため、当初のジャケットのCDは廃盤となり、ディスクジャケットは差し替えられて再発された。
- 2003年 Indefinite Soul-Extension

### デモ
- 1994年 Wood Chuck Tune
- 1995年 In the Shadows of the Obscure
- 1997年 More to the Story Than Meets the Eye
- 2001年 Promo2001[1]